# Rea (torrente)
Il Rea è un breve torrente del Piemonte (16,7 km).

## Percorso
Nasce a circa 700 m nei pressi del Passo della Bossola, in alta Langa.
Con corso precipite e accidentato scorre verso nord-ovest incassato in una stretta valle boscosa, sfiorando il centro di Bonvicino (CN) e ricevendo sia da destra che da sinistra numerosi torrentelli.
Giunto nei pressi di Dogliani (CN) la valle si allarga e il torrente attraversa per intero la cittadina, contenuto entro due spallette.
In seguito prosegue il suo corso verso nord, dove arginato e canalizzato, bagna il comune di Monchiero (CN) confluendo alla destra del fiume Tanaro.

## Regime idrologico
Caratterizzato da un regime estremamente torrentizio, il Rea ha una portata media assai scarsa (2,3 m³/s) in quanto alimentato esclusivamente dalle precipitazioni (tranne in febbraio-marzo dove alle piogge si aggiunge il rapido scioglimento di eventuali nevicate in Alta Langa). In estate si secca quasi completamente.
Nella stagione autunnale invece è spesso soggetto a brevi ma tumultuose piene (anche la particolare conformazione “a ventaglio” del suo bacino favorisce i tempi di corrivazione che sono estremamente brevi).
Le sue piene inoltre erodono i versanti dei rilievi delle Langhe, trascinando a valle una grande quantità di detriti arenacei e tufacei, rendendo molto instabili gli stessi versanti.
Nel novembre 1994 il torrente, unitamente al Tanaro, straripò nel suo tratto terminale causando pesanti danni al comune di Monchiero.